# فیرمد (کالیفرنیا)
فیرمد (به انگلیسی: Fairmead) یک منطقهٔ مسکونی در ایالات متحده آمریکا است که در شهرستان مادرا، کالیفرنیا واقع شده‌است. فیرمد ۲۱٫۶۵۲ کیلومتر مربع مساحت و ۱٬۴۴۷ نفر جمعیت دارد و ۷۷ متر بالاتر از سطح دریا واقع شده‌است.